# Molí Nou del Duc de Medinaceli
El Molí Nou del Duc de Medinaceli és un edifici del municipi d'Arbeca (Garrigues) que forma part de l'Inventari del Patrimoni Arquitectònic de Catalunya.

## Descripció
El molí actualment ja no existeix. Al seu primitiu emplaçament ara hi ha l'habitatge dels que antigament foren els massovers, que n'han adaptat l'interior a les seves necessitats. Només se'n conserven una portada i unes escales fetes amb pedra del castell.

## Història
Fou construït en els terrenys que el duc de Medinaceli havia comprat a Joan Ros. El 1788 tenia quatre premses que s'anaren ampliant. Aquestes premses eren de «lliura» i mesuraven 42 pams d'ample per 70 pams de llarg. El molí fou construït d'est a oest, sector on el 1786 van posar una porta. Al sector est hi havia l'habitació del majordom del molí, actualment molt reformada i coneguda amb el malnom de «Cal Cel». A la porta s'hi pot veure un escut senyorívol aprofitat d'una construcció més antiga.
L'edifici és atribuït a Francesc Balios i Font, mestre d'obres d'Anglesola, ajudat per Tomàs Prats de Tàrrega. Balios ja havia fet altres obres a Arbeca relacionades amb l'administració ducal.